# Baillieu Peak
Der Baillieu Peak ist ein 1380 m hoher Berg im ostantarktischen Mac-Robertson-Land.  Er ragt 40 km südlich des Kap Bruce und 16 km westsüdwestlich des Pearce Peak aus dem antarktischen Kontinentaleis auf.
Entdeckt wurde er im Februar 1931 von Teilnehmern der British Australian and New Zealand Antarctic Research Expedition (BANZARE, 1929–1931) unter der Leitung des australischen Polarforschers Douglas Mawson. Namensgeber ist der australische Geschäftsmann Clive Latham Baillieu (1889–1967), ein Sponsor der Forschungsreise.